# Marquez (krater)
Marquez – krater uderzeniowy w Hrabstwie Leon w stanie Teksas, w USA. Skały krateru nie są widoczne na powierzchni ziemi.
Krater ma średnicę 12,7 km, powstał w paleocenie, w skałach osadowych. Na powierzchni ziemi krater uwidacznia się jako kolisty obszar zaburzonych kredowych skał o średnicy 1,2 km otoczony przez paleoceński piaskowiec formacji Calvert Bluff. Rozmiary i ukształtowanie struktury zostały rozpoznane dzięki odwiertom i sejsmice. Posiada on wyniesienie centralne o wysokości co najmniej 1120 m, w całości pokryte osadami. Z odwiertów na terenie krateru nie wydobyto brekcji impaktowej. Z kraterem wiąże się anomalia siły ciężkości, natomiast nie występuje skorelowana z nią anomalia magnetyczna.